# Chiesa della Santissima Trinità (Tramonti)
La chiesa della Santissima Trinità è una chiesa sconsacrata, ridotta in  rovina, ubicata nel casale di Pendolo nella frazione di Gete, nel comune di Tramonti.

## Storia
La chiesa era la cappella della confraternita della Santissima Trinità. La sua esistenza è accertata già dal 1607, quando venne apposta una lapide sepolcrale in memoria del notaio Rinaldo Venuso, fondatore di un monte di pietà .

### La chiesa nel Seicento
Il 10 settembre 1631 il notaio Ludovico Cardamone invia all'Arcivescovo di Amalfi mons. Teodulo, una relazione che descrive accuratamente la chiesa e le cappelle fondate in essa. Lo stesso Cardamone riporta le sepolture di Rinaldo Venuso e di Pietro Antonio Vitagliano, fondatori del monte di pietà di Pendolo.

## Descrizione
La chiesa è ormai un rudere, ad oggi sono visibili soltanto la zona absidale, la muratura dell'altare maggiore, la cupola con le rimanenze dei colori originali e tre muri portanti senza copertura. Una parte della navata è adibita a parcheggio.